# Agía Marína (Léros)
Agía Marína (grec moderne : Αγία Μαρίνα) est une localité située dans le dème de Léros, dans le district régional de Kálymnos, dans la périphérie d'Égée-Méridionale, en Grèce.
Selon le recensement de 2021, elle compte 2 380 habitants.